# Matti Rönkä
Matti Rönkä (Kuusjärvi, 9 september 1959) is een Fins schrijver. Hij is nieuwslezer en hoofdredacteur van het nieuws bij de Finse publieke omroep Yleisradio. In de 21e eeuw is hij ook bekend geworden als schrijver van misdaadromans. Rönkä begon zijn televisiecarrière bij Yleisradio in 1990. Daarvoor was hij werkzaam voor de Finse omroep MTV en verschillende bladen. Zijn echtgenote Suvi Ahola is cultuurredacteur en literatuurcriticus bij de krant Helsingin Sanomat. Samen hebben ze drie kinderen.
In 2007 werd zijn roman Ystävät kaukana (Verre vrienden) bekroond met de Glazen Sleutel voor de beste Scandinavische misdaadroman.
Matti Rönkä's debuutroman Tappajan näköinen mies (De man die er als een moordenaar uitzag) verscheen in 2002. De Duitse KrimiWelt-Bestenliste koos deze roman tot op een na beste misdaadroman van 2007. In 2003 verscheen zijn tweede roman, Hyvä veli, paha veli (Goede broer, slechte broer), en de derde roman, Ystävät kaukana verscheen in 2005. Dit derde boek werd bekroond met de Vuoden johtolanka-prijs als beste Finse misdaadroman van het jaar. In 2008 verscheen de roman Isä, poika ja paha henki (Vader, zoon en slechte geest).
De romans gaan over criminaliteit aan beide kanten van de Russisch-Finse grens. Hoofdpersoon van de vier romans is Viktor Kärppä. Kärppä is afkomstig uit Sortavala in Rusland. Sortvala lag voor de Tweede Wereldoorlog op Fins grondgebied. Viktor Kärppä heeft Finse voorouders en daarom, volgens een wet uit 1991, het recht op de Finse nationaliteit. Van dit recht heeft hij gebruikgemaakt en sindsdien woont hij in Helsinki waar hij zich onder andere bezighoudt met diensten verlenen aan mensen die handel drijven tussen Finland en Rusland, veelal illegale handel. Soms wordt er ook om andere redenen een beroep op hem gedaan en komt hij in gevaarlijke situaties terecht. De romans geven voorts een goede achtergrondsschildering van de Finse minderheid in Russisch Karelië (de zogenaamde Ingermanländer) en de Karelische minderheid in Finland.
In 2010 verscheen de Nederlandse vertaling van zijn eerste roman onder de titel "Grensgeval".
Alle boeken zijn in het Duits vertaald, in chronologische volgorde: Der Grenzgänger, Bruderland, Russische Freunde en Entfernte Verwandte.